# Sun Yang
Sun Yang (chiń. 孙杨; ur. 1 grudnia 1991 w Hangzhou) – chiński pływak karany za doping wydolnościowy, trzykrotnie otrzymał złoty medal olimpijski, otrzymał złoty medal mistrzostw świata w pływaniu, uznano go rekordzistą świata na dystansie 1500 m stylem dowolnym.

## Kariera
Sun najwięcej medali otrzymał podczas zawodów pływackich na Igrzyskach Olimpijskich w Londynie w 2012 roku. Otrzymał wówczas dwa złote medale, na 400 m stylem dowolnym z czasem 3:40.14 uzyskał nowy rekord olimpijski oraz przypłynął pierwszy w wyścigu na 1500 m stylem dowolnym poprawiając własny rekord świata. Chińczyk ukończył konkurencję z czasem 14:31.02. czyli o 2.88 s. szybciej od poprzedniego rekordu. Ponadto ten uczestnik zawodów sportowych otrzymał srebrny medal za uczestnictwo na długości 200 m stylem dowolnym i brązowy medal w sztafecie 4 × 200 m stylem dowolnym.
Sun jest również dwunastokrotnym medalistą mistrzostw świata. Jeden medal, brązowy, otrzymał w 2009 roku w Rzymie, kolejne cztery, w tym dwa złote w wyścigach na 800 i 1500 metrów stylem dowolnym w 2011 roku w Szanghaju, w Barcelona otrzymał kolejne cztery, w tym trzy złote, a w Kazaniu otrzymał kolejne trzy, w tym dwa złote.
Na igrzyskach olimpijskich w Rio de Janeiro otrzymał złoty medal na dystansie 200 m stylem dowolnym i otrzymał srebrny medal na dystansie 400 m w tym samym stylu. Wielce zaskakująco, jak na posiadacza wielu medali nie zakwalifikował się do finału konkurencji 1500 m stylem dowolnym i osiągnął w eliminacjach 16. miejsce.
W latach 2010-2018 zdobył dziewięć złotych medali igrzysk azjatyckich (na igrzyskach w 2010 dwa, na igrzyskach w 2014 trzy, natomiast na igrzyskach w 2018 zdobył cztery tytuły mistrzowskie).

## Doping wydolnościowy
W maju 2014 roku został zdyskwalifikowany na trzy miesiące, kiedy w jego organizmie wykryto trimetazydynę, która została dodana do listy zakazanych środków dopingujących z początkiem 2014 roku. Sun twierdził, że trimetazydynę przepisał mu lekarz, aby leczyć palpitacje i przyjmował ją od 2008 roku. Pływak powiedział również, że nie wiedział o tym, że substancja została zakazana. O zawieszeniu zawodnika Chińska Agencja Antydopingowa poinformowała po zakończeniu okresu dyskwalifikacji.
4 września 2018 roku podczas kontroli antydopingowej w domu uczestnika zawodów, pływak najpierw przez około godzinę nie wpuszczał kontrolerów, a następnie dostarczył próbkę moczu, ale nie w obecności kontrolera, co jest niezgodne z przepisami antydopingowymi. Natomiast próbka z krwią zawodnika, na polecenie jego matki, została zniszczona młotkiem przez jego ochroniarza. Matka Yanga stwierdziła, że kontrolerzy nie mieli stosownych uprawnień. 3 stycznia 2019 roku panel antydopingowy Światowej Federacji Pływackiej zdecydował, że pływak nie zostanie zdyskwalifikowany. W marcu 2019 r. Światowa Agencja Antydopingowa poinformowała, że złożyła odwołanie od tej decyzji do Sportowego Sądu Arbitrażowego w Lozannie, który 28 lutego 2020 roku orzekł o dyskwalifikacji Suna na osiem lat. Pływak wniósł apelację do Federalnego Sądu Najwyższego Szwajcarii, który skierował sprawę do ponownego rozpoznania przez nowy panel sędziów Sportowego Sądu Arbitrażowego. Zdecydował on o skróceniu okresu dyskwalifikacji do 4 lat i 3 miesięcy liczonego od 28 lutego 2020 roku.

## Odnotowane rekordy świata
| Data            | Miejsce  | Konkurencja            | Rezultat     | Status                          |
| --------------- | -------- | ---------------------- | ------------ | ------------------------------- |
| 31 lipca 2011   | Szanghaj | 1500 m stylem dowolnym | 14:34,14 min | do 4 sierpnia 2012              |
| 4 sierpnia 2012 | Londyn   | 1500 m stylem dowolnym | 14:31,02 min | do 4 sierpnia 2024 Robert Finke |